# Lunin mesec
V luninih koledarjih je lunin mesec čas med dvema sizigijema (mlajema ali ščipoma). Natančna definicija se spreminja, še posebej na začetku meseca.
Članek opisuje definicije 'meseca', ki so velikega pomena za astronomijo. Za ostale definicije, skupaj z definicijami mesec v koledarjih drugih kultur po svetu, glej članek Mesec.

## Vrste
Poznamo več vrst lunarnih mesecev. Izraz lunarni mesec se po navadi nanaša na sinodski mesec, ker je to cikel, ki ga opravijo vidne lunine mene.
Večina sledečih vrst luninih mesecev, razen ločnica med siderskim in tropskim mesecem je bila znanih že v babilonski lunarni astronomiji.

### Siderski (zvezdni) mesec
Perioda lunine tirnice, glede na nebesno kroglo navidezno stalnih zvezd (International Celestial Reference Frame (ICRF)) je znana kot siderski (zvezdni) mesec, ker je to čas, ki ga potrebuje Luna, da se vrne na podoben položaj glede na zvezde (latinsko sidera): 27,321661 dni (27 d 7 h 43 min 11,6 s). To vrsto meseca so opazovale razne kulture na Srednjem Vzhodu, Indiji in Kitajski na sledeči način: nebo so razdelili na 27 ali 28 luninih mansionov, eden za vsak dan meseca, ki so ga orisale večje zvezde v njih.

### Sinodski mesec
Sinodski mesec (grško συνοδικός, synodikós, pomeni "proti sinodi, t. j. srečanju"; v tem primeru Sonca in Lune) je povprečna perioda Lunine tirnice glede na črto, ki povezuje Sonce in Zemljo. To je perioda luninih men, ker je Lunin izgled odvisen od položaja Lune glede na Sonce, videno z Zemlje.
Medtem ko Luna kroži okoli Zemlje, tudi Zemlja kroži okoli Sonca. Po končanem siderskem mesecu, se mora Luna premakniti še malo naprej, da bi dosegla enak položaj, kjer bi imela enako kotno razdaljo kot na začetku od Sonca. Zato se mora navidezno premakniti glede na zvezde še malo naprej. Iz tega sledi, da sinodski mesec traja 2,2 dneva dlje kot siderski mesec. Torej se v enem gregorijanskem letu zgodi 13,37 siderskih mesecev in 12,37 sinodskih mesecev.
Ker je zemljina tirnica okoli Sonca eliptična in ne krožna, se hitrost Zemljinega napredovanja okoli Sonca med letom spreminja. Torej je kotna hitrost večja blizu periapsid in počasnejša blizu apoapsid. Enako velja za lunino tirnico okoli Zemlje. Zaradi teh sprememb v kotni hitrosti, se dejanski čas med lunacijama lahko spreminja od 29,18 do 29,93 dni. Dolgoročno povprečno trajanje je 29,530587981 dni (29 d 12 h 44 min 2,8016 s). Sinodski mesec se uporablja za računanje ciklov mrkov.

### Tropski mesec
Položaj nebesnih teles lahko opišemo tudi glede na pomladno enakonočje. Zaradi zemljine precesije enakonočij, se ta točka počasi giblje po ekliptiki. Torej porabi Luna manj časa, da se vrne na ekliptično dolžino 0° kot do enake točke glede na stalne zvezde: 27,321582 dni (27 d 7 h 43 min 4,7 s). Ta rahlo krajša perioda je znana kot tropski mesec; to je podobno kot tropsko leto.

### Anomalistični mesec
Lunina tirnica ima obliko elipse, ne kroga. To orientacija (tudi oblika) tirnice ni stalne. Položaj ekstremnih točk (črta apsid: perigej in apogej) se zavrti enkrat (apsidna precesija) na okoli 3.233 dneve (8,85 let). Da bi se Luna premaknila na enako apsido kot prej, mora iti še malo dlje, ker se je apsida tačas že premaknila. Takšna daljša perioda se imenuje anomalistični mesec in ima povprečno dolžino 27,554551 dni (27 d 13 h 18 min 33,2 s). Navidezni premer Lune se s to periodo spreminja, zato se ta tip meseca uporablja za napovedovanje mrkov (glej saros), čigar razpon, trajanje in izgled (če je popolni ali kolobarjasti) je odvisen od natančnega navideznega premera Lune. Navidezni premer polne lune se spreminja s ciklom polne lune, kar je skupek sinodskega in anomalističnega meseca, pa tudi periode, ko apside kažejo na Sonce.
Anomalistični mesec je daljši kot siderski mesec, ker se perigej premika v enaki smeri kot Luna kroži okoli Zemlje, en obrat na devet let. Torej Luna potrebuje več časa, da se vrne do perigeja, kot do iste zvezde.

### Drakonski mesec
Drakonski mesec je znan tudi kot vozelni mesec. Ime drakonski se nanaša na mitološkega zmaja, ki naj bi živel v lunarnih vozlih in jedel Sonce ali Luno med mrkom. Sončev ali lunin mrk je možen le, ko je Luna v ali blizu dveh točk, kjer tirnica prečka ekliptiko; temu se reče, da je satelit v ali blizu orbitalnih vozlov.
Lunina tirnica leži na ravnini, ki je glede na ekliptiko nagnjena za okoli 5,14°. Črta, ki prečka presečišča, gre skozi dve točki, na katerih lunina tirnica prečka ekliptiko: dvižni vozel, kjer Luna vstopi v severno nebesno poloblo in padni vozel, kjer se Luna prestavi v južno.
Drakonski ali vozelni mesec je povprečni interval med dvema prehodoma Lune skozi isti vozel. Zaradi navora, ki ga ustvarja sončeva gravitacija na vrtilno količino sistema Zemlja–Luna, se ravnina Lunine tirnice rahlo vrti proti zahodu, kar pomeni, da vozla počasi krožita okoli Zemlje. Kot rezultat, je čas, ki ga Luna porabi, da se vrne na isti vozel, krajši kot siderski mesec. Drakonski mesec traja 27,212220 dni (27 d 5 h 5 min 35,8 s). Črta vozlov skozi lunino tirnico precedira 360° v okoli 6.798 dnevih (18,6 let).
Drakonski mesec je krajši kot siderski mesec, ker vozla precedirata v obratni smeri kot se Luna premika okoli Zemlje, en obrat na vsakih 18,6 let. Torej se Luna vrne na isti vozel rahlo prej, kot se vrne na isto referenčno zvezdo.